# Hailu Negussie
Hailu Negussie (amharisch ኃይሉ ንጉሰ; * 16. April 1978) ist ein äthiopischer Marathonläufer.
Im Jahr 2000 wurde Hailu Negussie Erster beim Shanghai-Marathon.
2002 wurde er Zweiter beim Hamburg-Marathon und gewann den Hofu-Marathon mit seiner persönlichen Bestzeit von 2:08:16. Im darauffolgenden Jahr siegte er bei der Premiere des Xiamen-Marathon in der aktuellen Streckenrekordzeit von 2:09:03 (Stand 2008).
An den Olympischen Sommerspielen 2004 nahm Negussie am Marathon teil, kam jedoch nicht ins Ziel.
Sein größter Erfolg ist der Sieg beim Boston-Marathon 2005. Beim Marathon der Leichtathletik-Weltmeisterschaften 2005 in Helsinki belegte er den 31. Platz.